# Sandro Norton
Sandro Norton é um músico e compositor português nascido no Porto (Portugal) em 1978.

## Biografia
Sandro Norton nasceu no Porto, a Cidade Invicta, em 1978, e desde muito jovem apaixonou-se para a música, paixão que o conduziu a iniciar os seu estudos com o guitarrista Aires Ramos e a frequentar a Escola de Música Óscar da Silva, em Matosinhos. Em 2000 segue para Londres, onde frequentou a London College of Music, da Thames Valley University (TVU), a mesma universidade que tive como alunos Freddy Mercury, Jason Kay e Ronnie Wood, entre os outros. Aí teve a oportunidade de estudar na área de Performance com Dave Cliff, Mike Outram, Eddie Harvie e na área de Composição com Chris Bachelor e Phillip Mead.
Efectuou várias digressões pela Europa (Espanha, França, Inglaterra, Noruega, Suécia e Holanda), tendo como parcerias musicais: Ian Anderson, Vaisilis Xenopoulos, Mike Outram, Jo Jo Watz, Pip Williams, Bias, Gwin Mathias, iniciando em 2009 a preparação do seu primeiro trabalho a solo. Actualmente dirige diversas formações: Quarteto Sandro Norton, Sandro Norton a solo, Café de Paris e Octeto Sandro Norton.